# Jenny Åkervall
Jenny Cecilia Åkervall, född 1972 i Göteborg, är en svensk journalist, talskrivare och författare. Hon är sedan den 4 april 2023 chefredaktör och ansvarig utgivare för Aktuellt i Politiken.

## Biografi
Åkervall är uppvuxen i Borås och bor i dag i Danderyd. Hon har tidigare arbetat som talskrivare för dåvarande statsminister Göran Persson samt i samma roll för Mona Sahlin. Åkervall har varit chefredaktör på både Akademikerförbundets SSR:s tidning Akademikern samt för SSU-ägda Frihet. Hon har varit reporter på Expressen, Göteborgs-posten och Borås tidning.
Åkervall är sedan den 4 april 2023 chefredaktör och ansvarig utgivare för Aktuellt i Politiken. Hon har skrivit böckerna Jag tjänar inte (Norstedts förlag, 2013) och På ditt samvete (Norstedts förlag, 2015). I augusti 2002 nådde hon plats 121 på världsrankningen i squash, vilket är hennes bästa placering. Hon blev svensk mästare samma år.